# Sovrani di Dalriada

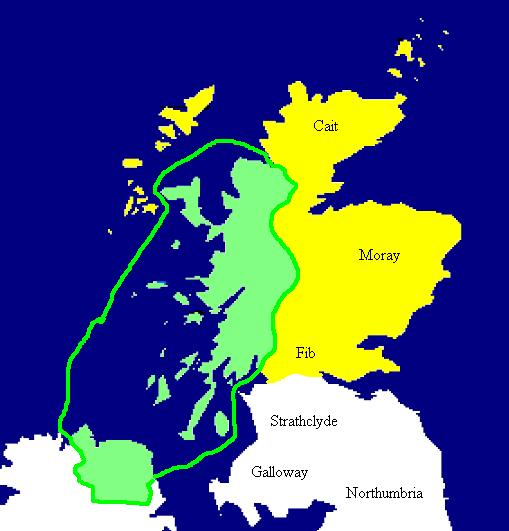
Estensione del regno Dalriada (in verde) nel 590 e dei Pitti (in giallo).

Questo è un elenco dei Re di Dál Riata, un regno di origine incerta, la cui territorialità è individuata nella Scozia occidentale e Irlanda settentrionale. La maggior parte dei re di Dál Riata, insieme con i successivi governanti di Alba e di Scozia, fanno risalire la loro discendenza a Fergus Mór mac Eirc, e anche nel XVI secolo Giacomo VI di Scozia chiamò sé stesso il "felice monarca nato dalla razza di Fergus".

## Origine
Dalla metà del VI secolo in poi gli Annali irlandesi riportano plausibilmente la morte dei re di Dál Riata, a cominciare da quella di Comgall mac Domangairt, 538-545 circa, e di suo fratello Gabrán, 558-560 circa L'ultimo re attestato di Dál Riata è Fergus mac Echdach, fratello e successore di Áed Find, la cui morte viene riportata negli Annali dell'Ulster nel 781. Si era pensato che gli elenchi originali dei re, da cui le annotazioni dell'Alto Medioevo furono derivate, finissero con Fergus. Dopo Fergus la storia di Dál Riata è molto incerta, sebbene ci sia stato un rapporto della morte nel 792 di Donncoirce ("Dorm Corci, re di Dál Riata"), ma di cui niente di più si conosce.
Dál Riata era divisa in un numero di "gruppi di consanguinei" (kingroups) o dinastie (che conseguivano il potere sovrano) chiamati cenéla, dei quali il Cenél nGabráin di Kintyre (che rivendicava la provenienza del suo lignaggio da Gabrán mac Domangairt) e il Cenél Loairn (che proclamava la sua discendenza da Loarn figlio di Fergus Mór). Data la natura della genealogia del primo periodo medievale, e i dubbi espressi anche da scrittori contemporanei, come il compilatore del Senchus fer n-Alban, non sarebbe sensato fare troppo affidamento su tali rivendicazioni.
Gli annali non sono interamente costituiti da nomi di re. Per esempio, c'è una vera differenza tra un "Re di Dál Riata" e un "Signore di Dál Riata"? Una possibile fonte di confusione è quella che il vicino regno dei Cruithne di Dál nAraide nell'Ulster aveva un simile nome quando venne poi latinizzato in Dalaradia, mentre Dál Riata divenne Dalriada, in modo che sia possibile che qualcuno tra i più oscuri governanti possa essere stato attribuito erroneamente a Dál Riata. È stato proposto, ma con poco sostegno, che la parte irlandese di Dál Riata potesse avere un'esistenza separata da quella scozzese dopo la metà del VII secolo, in modo che un re governasse in Irlanda, mentre un altro in Scozia.

## Re di Dál Riata (anche Dalriada e Dalriata)

### Sovrani prima della battaglia di Mag Rath
| Regno   | Sovrano       | Nome                                      | Famiglia                            | Note |
| ------- | ------------- | ----------------------------------------- | ----------------------------------- | --- |
| ?-474   | Erc           | Erc mac Echdach                           | Figlio di Eochaid Muinremuir        | Nessuna prova per la sua esistenza |
| 474-500 | Loarn         | Loarn mac Eirc                            | Forse figlio di Erc                 | Eponimo fondatore del Cenél Loairn; i suoi antenati sarebbero falsi |
| 500-501 | Fergus Mór    | Fergus Mór mac Eirc Mac Nisse Mór         | Figlio di Erc                       | Mac Nisse Mór è probabilmente falso; gli Annali di Tigernach riferiscono che morì attorno al 501                                                                         |
| 501-507 | Domangart I   | Domangart mac Ferguso Domangart Mac Nissi | Figlio di Fergus Mór                | Gli Annali di Innisfallen affermano che Domangart di Cenn Tíre morì attorno al 507; il patronimico Mac Nissi deriverebbe da un errore testuale                           |
| 507-538 | Comgall       | Comgall mac Domangairt                    | Figlio di Domangart                 | Avrebbe regnato 35 anni; molti necrologi negli Annali dell'Ulster; eponimo antenato dei Cenél Comgaill                                                                   |
| 538-558 | Gabrán        | Gabrán mac Domangairt                     | Figlio di Domangart                 | La sua morte potrebbe essere associata a Bridei figlio di Maelchon; necrologi reduplicati Annali dell'Ulster; eponimo antenato dei Cenél Gabràin                         |
| 558-574 | Conall        | Conall mac Comgaill                       | Figlio di Comgall                   | Avrebbe dato Iona a san Colombano; è il primo sovrano ad essere ricordato negli Annali dell'Ulster oltre al necrologio                                                   |
| 574-608 | Áedán         | Áedán mac Gabráin                         | Figlio di Gabrán                    | Conosciuto grazie alla Vita di san Colombano, scritta da Adomnán di Iona, e da molte menzioni delle cronache di tipo annalistico                                         |
| 608-629 | Eochaid Buide | Eochaid Buide Eochaid mac Áedáin          | Figlio di Áedán                     | Conosciuto grazie alla Vita di san Colombano, scritta da Adomnán di Iona                                                                                                 |
| 629     | Connad        | Connad Cerr                               | Figlio di Conall figlio di Comgaill | Regnò assieme a Eochaid Buide; sconfisse e uccise in battaglia Fid Eóin da Congal Cáech, re dell'Ulaid                                                                   |
| 629-642 | Domnall Brecc | Domnall Brecc Domnall mac Echdach         | Figlio di Eochaid Buide             | Sconfitto e ucciso in battaglia a Strathcarron da Eugein map Beli, re dell'Alt Clut                                                                                      |
| 642-650 | Ferchar       | Ferchar mac Connaid                       | Figlio di Connad Cerr               | Il suo necrologio negli Annali dell'Ulster per il 694 appare collocato male; secondo Duan Albanach successe sul trono al padre, regnando, forse, insieme a Domnall Brecc |

### Sovrani dalla battaglia di Mag Rath al 741
| Regno             | Sovrano          | Nome                                                 | Famiglia                                                                               | Note |
| ----------------- | ---------------- | ---------------------------------------------------- | -------------------------------------------------------------------------------------- | --- |
| 650-654           | Dúnchad          | Dúnchad mac Conaing                                  | Figlio di Conaing figlio di Áedán                                                      | Presunti discendenti di Dúnchad compaiono spesso negli annali |
| 650-660           | Conall Crandomna | Conall Crandomna Conall Crannamna Conall mac Echdach | Figlio di Eochaid Buide                                                                | |
| 660-673           | Domangart        | Domangart mac Domnaill                               | Figlio di Domnall Brecc                                                                | |
| 673-688           | Máel Dúin        | Máel Dúin mac Conaill                                | Figlio di Conall figlio di Eochaid Buide                                               | |
| 688-695           | Domnall Donn     | Domnall Donn Domnall mac Conaill                     | Figlio di Conall figlio di Eochaid Buide                                               | |
| 695-697           | Ferchar Fota     | Ferchar the Tall Ferchar mac Feredaig                | Un discendente, nella settima generazione, di Loarn                                    | Re di Cenél Loairn e, per un breve periodo, di Dál Riata |
| 697               | Eochaid          | Eochaid mac Domangairt                               | Figlio di Domangart figlio di Domnall Brecc                                            | Non è attestato dagli annali e omesso dalle tarde genealogie, ma incluso nel Duan Albanach |
| 697-698 (Deposto) | Ainbcellach      | Ainbcellach mac Ferchair                             | Figlio di Ferchar Fota                                                                 | Morto nel 718 in battaglia contro il fratello Selbach |
| Morto nel 700     | Fiannamail       | Fiannamail ua Dúnchada Fiannamail mac h-ua Dúnchada  | Forse un nipote o un pronipote di Dúnchad figlio di Conaing                            | È incerto se Fiannamail sia stato considerato come re di Dál Riata, o di Dál nAraidi; i suoi probabili figli, Indrechtach e Conall, morirono in battaglia nel 741                                                       |
| Morto nel 707     | Béc              | Béc ua Dúnchada                                      | Forse nipote di Dúnchad figlio di Conaing                                              | Forse sovrano di Cenél nGabráin |
| Morto nel 721     | Dúnchad          | Dúnchad Bec                                          | Sconosciuto, ma è probabile unqualche legame con Fiannamail, Béc e Dúnchad mac Conaing | Re di Kintyre (Cenél nGabráin) da prima del 719 al 721 |
| Abdicò nel 723    | Selbach          | Selbach mac Ferchair                                 | Figlio di Ferchar Fota                                                                 | Abdicò in favore del figlio Dúngal e si dedicò alla vita religiosa. Morì nel 730 |
| Deposto nel 726   | Dúngal           | Dúngal mac Selbaich                                  | Figlio di Selbach                                                                      | Regnò, forse sul Cenél Loairn, fino alla sua deposizione nel 733 |
| 726–733           | Eochaid          | Eochaid Angbad Eochaid mac Echdach                   | Figlio di Eochaid figlio di Domangart                                                  | Ritorna il lignaggio dei Cenel nGabráin |
| 733–736           | Muiredach        | Muiredach mac Ainbcellaich                           | Figlio di Ainbcellach figlio di Ferchar Fota                                           | Re dei Cenél Loairn; Muiredach potrebbe anche essere stato sovrano di Dál Riata |
| Sconosciuto       | Alpín            | None                                                 | Sconosciuto                                                                            | Appare nel Duan Albanach'; potrebbe forse essere identificato con il sovrano pitto di Alpín |
| Sconosciuto       | Eógan            | Eógan mac Muiredaig                                  | Figlio di Muiredach                                                                    | Conosciuto dalle tarde genealogie; non nominato negli annali o nel Duan Albanach, ma potrebbe essere stato re del Cenél Loairn                                                                                          |
| Morto nel 741     | Indrechtach      | Indrechtach mac Fiannamail                           | Forse figlio di Fiannamail                                                             | Identificazione incerta, ucciso nella battaglid di Forboros, forse dai pitti di Óengus mac Fergusa; tuttavia, potrebbe essere stato sovrano di Dál nAraidi, ma in questo caso il suo patronimico sarebbe mac Lethlobair |

### Sovrani fino al IX secolo
| Regno             | Sovrano             | Nome                   | Famiglia                                                       | Note |
| ----------------- | ------------------- | ---------------------- | -------------------------------------------------------------- | --- |
| c. 736–750 o dopo | Sovrani sconosciuti |                        |                                                                | Dál Riata fu sotto il controllo dei pitti dal 736 circa fino, almeno, al 750, ma forse anche dopo; non ci sono sovrani conosciuti per questo periodo, ma è probabile che i pitti dominarono attraverso sovrani fantoccio |
| Prima del 768–778 | Áed Find            | Áed mac Echdach        | Forse un figlio di Eochaid                                     | Le genealogie tarde Áed Find appare come figlio di Domangart figlio di Domnall Brecc, cosa che è però cronologicamente improbabile, altre, invece, presentano un Eochaid invece dei due attesi                           |
| 778–781           | Fergus              | Fergus mac Echdach     | Fratello di Áed Find                                           | |
| Sconosciuto       | Eochaid             | Eochaid mac Áeda       | Figlio di Áed Find                                             | Non è incluso nei Duan Albanach, o negli annali; conosciuto dalle tarde genealogie; nulla prova che sia stato un re |
| Morto nel 792     | Donncoirce          | Sconosciuto            | Sconosciuto                                                    | Necrologio negli Annali dell'Ulster; non incluso nei Duan Albanach o nelle tarde genealogie |
| Sconosciuto       | Caustantín          | Caustantín mac Fergusa | Non ben conosciuto, forse un discendente di Óengus mac Fergusa | Re dei pitti (c.792–820; incluso nei Duan Albanach, ma non è di solito considerato sovrano di Dalriada |
| c.792–805         | Sovrani sconosciuti |                        |                                                                | Non ci sono re conosciuti per questo periodo |
| c.805–807         | Conall              | Conall mac Taidg       | Sconosciuto                                                    | Sarebbe morto in battaglia nel Kintyre, si pensa il primo dei Conalls inclusi nei Duan Albanach; regno poco conosciuto                                                                                                   |
| c.807–811         | Conall              | Conall mac Áedáin      | Sconosciuto                                                    | Uccise Conall mac Taidg, "un altro Conall" regnò 4 anni secondo i Duan Albanach; regno poco noto |
| c.811–835         | Domnall             | Domnall mac Caustantín | Figlio di Caustantín mac Fergusa                               | Un sovrano chiamato Domnall regnò 24 anni secondo i Duan Albanach; regno poco noto |
| Sconosciuto       | Óengus II           | Óengus mac Fergusa     | Fratello di Caustantín                                         | Re dei pitti c. 820–834; incluso nei Duan Albanach, ma non viene di solito considerato un re di Dál Riata |
| Sconosciuto       | Eóganán             | Eóganán mac Óengusa    | Figlio di Óengus                                               | Re dei pitti c.837–839; incluso nei Duan Albanach, ma generalmente non considerato re di Dál Riata |
| c.835–839         | Áed mac Boanta      | Áed mac Boanta         | Sconosciuto                                                    | Ucciso in battaglia dai vichinghi insieme a Eóganán mac Óengusa; un re Áed è nominato dai Duan Albanach |
| Sconosciuto       | Alpín               | Alpín mac Echdach      | Figlio di Eochaid figlio di Áed Find                           | Non menzionato nei Duan Albanach o negli annali; conosciuto dalle tarde genealogie; non ci sono prove che fu re in Dál Riata                                                                                             |
| Sconosciuto       | Cináed              | Cináed mac Ailpín      | Figlio di Alpín                                                | Re dei pitti c.843–858; generalmente non considerato re di Dál Riata |
| Sconosciuto       | Gofraid             | Gofraid mac Fergusa    | Re o principe di Airgialla                                     | Negli Annali dei quattro maestri, per l'anno 835 (forse 839), viene detto che Gofraid fu invitato a recarsi in Dál Riata da Cináed mac Ailpín; potrebbe essere correlato con il successivo Uí Ímair                      |

## Fonti
Le principali fonti sui sovrani di Dál Riata includono:
- Annali dell'Ulster
- Annali di Tigernach
- Senchus Fer n-Alban
- Sincronismi di Flann Mainstreach di Monasterboice
- Duan Albanach
- Vita di san Columba di Adomnán di Iona
- Molte genealogie di successivi re di Alba.

Tra le fonti meno importanti ci sono:
- Annali di Innisfallen
- Cronaca degli Scoti
- Annali dei quattro maestri
- Annali di Clonmacnoise

Elementi contrastanti e di disaccordo presenti nelle fonti le rendono di difficile interpretazione. Senza contare che alcuni elementi furono ampliati solo in seguito.